# گزارش لیتون

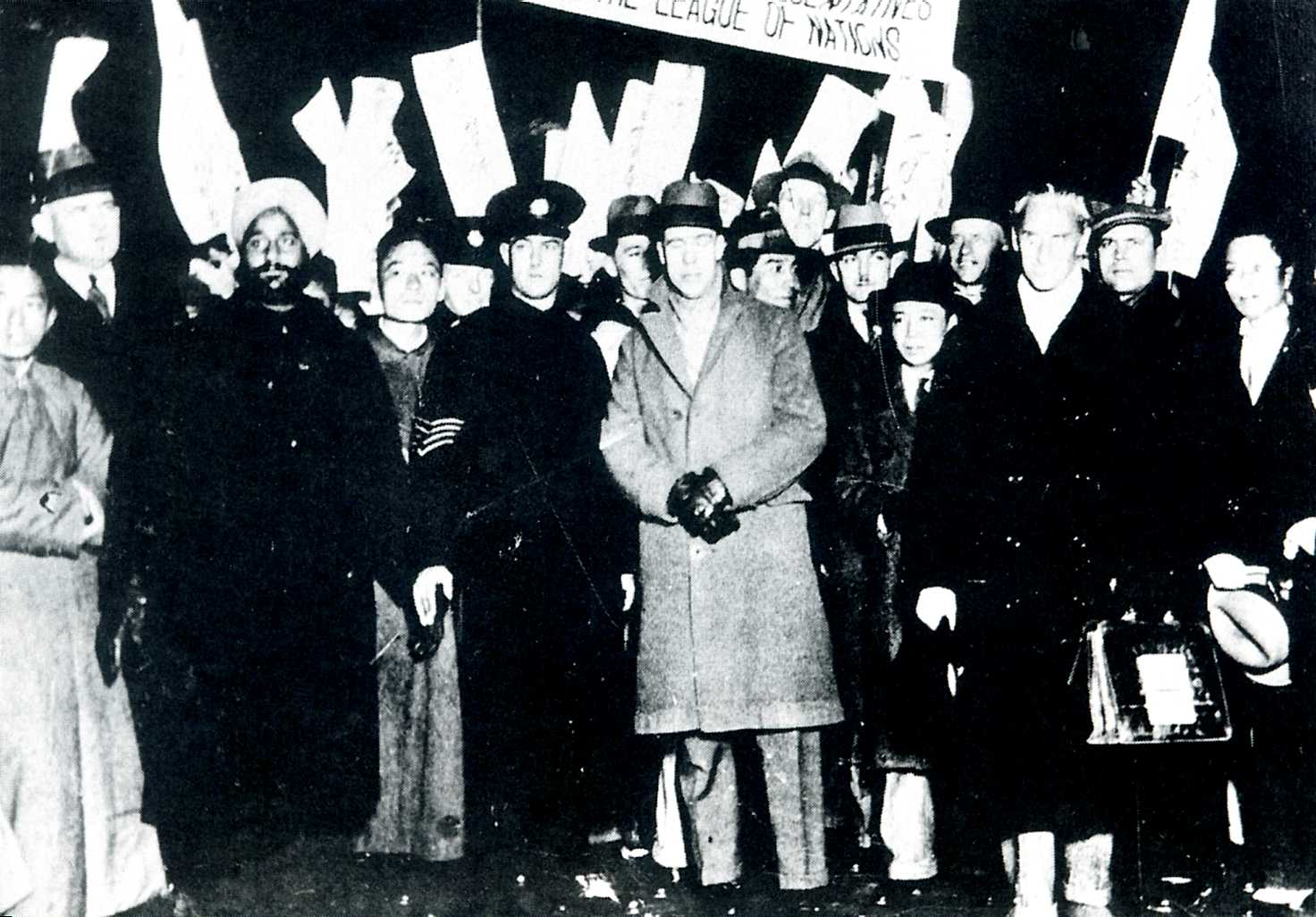
اعضای کمیتهٔ لیتون، لرد ویکتور لیتون با کت سفید در وسط تصویر

گزارش لیتون (انگلیسی: Lytton Report) شامل یافته‌های «کمیتهٔ لیتون» می‌شد که در ۱۹۳۱ جامعه ملل آن را برای بررسی حادثه موکدن، که در اثر آن امپراتوری ژاپن منچوری را تصرف کرده بود، تشکیل داد. ریاست این کمیته بر عهدهٔ لرد ویکتور لیتون بریتانیایی بود.
گزارش لیتون در اکتبر ۱۹۳۲ منتشر شد و در آن آمده بود که ژاپن در حمله به منچوری مقصر بوده‌است و باید آن را به چین بازگرداند. این گزارش همچنین بیان می‌داشت که اعضای جامعهٔ ملل نباید دولت دست‌نشاندهٔ مانچوکوئو را به رسمیت بشناسند و پیشنهاد کرد که در منچوری دولت خودمختاری تحت حاکمیت چین تشکیل شود. مجمع عمومی جامعهٔ ملل این گزارش را تصویب کرد و ژاپن در پاسخ به این امر از جامعهٔ ملل خارج شد. پیشنهادهای گزارش لیتون پس از تسلیم ژاپن در پایان جنگ جهانی دوم در ۱۹۴۵ اجرایی شدند.